# 猫は逃げた
『猫は逃げた』（ねこはにげた）は、2022年3月18日に公開の日本映画。監督は今泉力哉、主演は山本奈衣瑠。
1匹の飼い猫をどちらが引き取るかで揉める離婚寸前の夫婦とそれぞれの恋人、4人の男女によって繰り広げられる恋愛狂騒劇が描かれる。
キャッチコピーは「だらしないけど、本当の気持ち。4つの"好き"がこんがらがって－」

## 製作
城定と今泉によるコラボレーション企画「L/R15（えるあーるじゅうご）」。城定と今泉が互いに脚本を提供し、R15+指定のラブストーリーとなる劇場映画を監督する同企画として製作されたもので、本作は「L/R」のうちのRの作品と位置づけられている。
今泉は「私の脚本を城定さんが撮り、城定さんの脚本を私が撮る。めちゃくちゃプレッシャーではありましたが、それはそれは好き勝手に脚本執筆しました。きっとお互いに」と語り、「城定さんが書いてくれた脚本には猫が出てきます。猫！ 撮影、大変だ！と思いながらも猫とたくさん向き合いました。そしてその物語には、どこか懐かしさをおぼえるとともに、城定作品に滲む人間の優しさや愚かしさなどがあちこちに垣間見えて、とても惹かれました」とコメントしている。

## あらすじ
漫画家の亜子とジャーナリストの広重は飼い猫のカンタと共に、順風満帆な生活をしているように見えるが、実は離婚する寸前の夫婦。面倒な話し合いは全て済ませ、最後はカンタの親権を決めて離婚する予定となっているが、その話し合いをする前にカンタが脱走し行方をくらましてしまう。亜子と広重はカンタの失踪をキッカケに出逢った頃の記憶を思い出していく。

## キャスト
町田亜子〈29〉
演 - 山本奈衣瑠
レディコミ漫画家。
町田広重〈33〉
演 - 毎熊克哉
亜子と離婚寸前の夫で、週刊誌記者。
沢口真実子〈27〉
演 - 手島実優
広重の後輩の週刊誌のカメラマン。広重の浮気相手。
松山俊也〈27〉
演 - 井之脇海
亜子と関係を持っている雑誌編集者。
味澤忠太郎〈35〉
演 - 伊藤俊介（オズワルド）
映画監督。
竹原〈40〉
演 - 芹澤興人
編集部の上司。
カンタ〈5〉
演 - オセロ
町田家の猫。雄猫。白黒ブチ。
和江
演 - 中村久美
町田家近所のおばあさん。
ミミ
演 - みーこ
和江の飼い猫。雌猫。三毛。
長谷川一花
演 - 萌菜
高身長の新進女優・モデル。味澤の女その1
塩田しの
演 - 詩野
喫茶店の店員。新進女優で味澤の女その2
別府愛子
演 - 海沼未羽
コンビニ店員。

## スタッフ
- 監督 - 今泉力哉
- 脚本 - 城定秀夫、今泉力哉
- エグゼクティブプロデューサー - 佐藤現
- プロデューサー - 久保和明
- 企画 - 直井卓俊
- 撮影 - 平見優子
- 照明 - 本間光平
- 録音 - 岸川達也
- サウンドデザイン - 山本タカアキ
- 美術 - 禪洲幸久
- スタイリスト - 小宮山芽以
- ヘアメイク - 杉本あゆみ、寺沢ルミ
- 編集 - 岡崎正弥
- 音楽 - 菅原慎一
- 主題歌 - LIGHTERS「don't cry」(LATER YOUTH RECORDS)[3]
- 助監督 - 平波亘
- 劇中漫画 - 岡藤真依
- スチール - 柴崎まどか
- キャスティング - 伊藤尚哉
- 宣伝美術 - 寺澤圭太郎
- 製作幹事 - 東映ビデオ
- 制作プロダクション - レオーネ
- 配給 - SPOTTED PRODUCTIONS
- 技術 - カラー
- 製作 - 「猫は逃げた」フィルムパートナーズ